# 米罗斯拉夫·泽曼
米罗斯拉夫·泽曼（捷克語：Miroslav Zeman，1946年9月14日—），捷克男子摔跤运动员。他曾代表捷克斯洛伐克参加1968年和1972年夏季奥林匹克运动会摔跤比赛，其中1968年奥运会获得一枚铜牌。